# III/IV号戦車
III/IV号戦車 (Panzerkampfwagen III/IV) は、第二次世界大戦後期にドイツ国防軍の主導で開発された中戦車である。ドイツ軍で広く使用されていたIII号戦車とIV号戦車を統合し、製造・保守・運用などの効率化を図ったものであるが、量産には至らなかった。

## 概要
1941年、ドイツ軍は新型の自走砲開発にあたり、III号戦車とIV号戦車のコンポーネントを流用した自走砲車台の開発を開始した。この車台はゲシュッツワーゲンIII/IV (Geschützwagen III/IV、III/IV号自走砲車台) と呼ばれ、15cm sFH18榴弾砲を搭載したフンメル自走榴弾砲、8.8 cm PaK 43/41対戦車砲を搭載したナースホルン自走対戦車砲がこの車台を用いて量産された。また、ホイシュレッケとして知られる、主砲の10.5cm榴弾砲を取り外し式とした自走砲もこの車台を用いて開発された。ゲシュッツワーゲンIII/IVの開発は一定の成功を収めたが、この時点では戦車型の統合は進められなかった。
1944年1月4日、III号戦車とIV号戦車のコンポーネントを流用した戦車タイプの車両の開発が承認された。計画では
- エンジンはIII号戦車、IV号戦車と同じ、マイバッハ製 HL120TRMを搭載
- 変速機もIII号戦車、IV号戦車と同じ、ZF製 SSG 77を搭載
- サスペンションはIV号戦車のものに似たリーフスプリング式で、片側3組使用
- 転輪は直径660mmの新型で、片側6個
- 起動輪はIII号戦車の物に強化されたドライブシャフトを接続して使用
- 履帯は幅540mmの新型
- 車体は前面および側面に傾斜装甲を取り入れた新設計のもので、前面装甲は60mm、その他は50mmの装甲
- 砲塔はIV号戦車J型とほぼ同等、主砲もIV号戦車と同じ、7.5cm KwK40/L43
- 砲塔は回転式電気接点ではなく可動ケーブルで接続されるため、砲塔旋回角度が左右270°に制限

といった仕様になっていた。
また、同時期に生産が始まっていたIV号駆逐戦車についても、III/IV号戦車車台での生産に変換する、あるいはIII/IV号戦車で開発されたコンポーネントを使用するという計画が並行して立ち上げられた。この車両は当初III/IV号駆逐戦車、後にはIV号戦車/70(E)と呼称された。"E"は"Einheitsfahrgestell"（統合型車台、統制型車台）を意味する。IV号戦車/70(E)はIII/IV号戦車の車台とIV号戦車/70(V)"ラング"の戦闘室を合体させたような構造となる事が計画されていた。
1944年3月にIV号戦車/70(E)の3両の試作車製作が承認されたが、一方で、同年7月12日にはIII/IV号戦車の開発計画は中止された。これは、東部戦線で遭遇したソ連軍の新型戦車との交戦経験から得られた新しい要求仕様に対し、III/IV号戦車の能力が不足していると判断されたためである。
IV号戦車/70(E)の試作車開発は継続され、試作された新型サスペンションおよび大径転輪を主砲の無いフンメルあるいはナースホルンの車台に取り付けた写真が残されているが、1944年10月にはこれ以降新規に開発する自走砲車台について38(t)、パンター、ティーガーをベースにしたものに統一する指示が出され、IV号戦車/70(E)の開発も終了した。